# Menoikeus (Sohn des Kreon)
Menoikeus (altgriechisch Μενοικεύς Menoikeús, lateinisch Menoeceus) ist in der griechischen Mythologie ein Sohn des Kreon, des Königs von Theben und der Eurydike. Er wird auch Megareus in Sophokles’ Drama Antigone genannt.
Ein Spruch des Sehers Teiresias besagt, dass die Thebaner im Kampf mit den Sieben gegen Theben nur dann siegreich sein können, wenn Menoikeus sich opfert. Entgegen den Wünschen seines Vaters, der ihn zur Flucht drängt, stürzt Menoikeus sich von der Stadtmauer in den Tod.
Bei Statius breit ausgeführt: Die Göttin Virtus (Tugend) überredet Menoeceus, sich dem Mars zu opfern. Nachdem er sich von der Mauer gestürzt hat, wird er von Virtus und Pietas (Frömmigkeit) aufgefangen und in den Heldenhimmel getragen.
Das Grab des Menoikeus habe sich nach Pausanias am Neïtischen Tor von Theben befunden.